# Associazione Sportiva Biellese 1902 2004-2005
Questa voce raccoglie le informazioni riguardanti l'Associazione Sportiva Biellese 1902 nelle competizioni ufficiali della stagione 2004-2005.

## Rosa
| N. |                   | Ruolo | Calciatore           |
| -- | ----------------- | ----- | -------------------- |
|    | Italia (bandiera) | A     | Cristian Altinier    |
|    | Italia (bandiera) | D     | Chistian Berger      |
|    | Italia (bandiera) | C     | Giacomo Biagi        |
|    | Italia (bandiera) | A     | Roberto Bortolotto   |
|    | Italia (bandiera) | C     | Stefano Brognoli     |
|    | Italia (bandiera) | C     | Matteo Cagliano      |
|    | Italia (bandiera) | C     | Mauro Calvi          |
|    | Italia (bandiera) | D     | Luca Cantarello      |
|    | Italia (bandiera) | C     | Alessandro Colombo   |
|    | Benin (bandiera)  | D     | Damien Chrysostome   |
|    | Italia (bandiera) | D     | Samuele Emiliano     |
|    | Italia (bandiera) | P     | Gian Filippo Gerardi |
|    | Italia (bandiera) | C     | Mauro Gilardi        |

| N. |                    | Ruolo | Calciatore              |
| -- | ------------------ | ----- | ----------------------- |
|    | Italia (bandiera)  | C     | Stefano Gusmini         |
|    | Italia (bandiera)  | C     | Manuel Tommaso Lunardon |
|    | Italia (bandiera)  | D     | Lorenzo Mazzia          |
|    | Italia (bandiera)  | D     | Alessandro Merlin       |
|    | Italia (bandiera)  | D     | Vincenzo Nardo          |
|    | Italia (bandiera)  | D     | Matteo Negrisoli        |
|    | Nigeria (bandiera) | A     | Akeem Omolade           |
|    | Italia (bandiera)  | D     | Gianluca Romano         |
|    | Italia (bandiera)  | C     | Pietro Rubino           |
|    | Italia (bandiera)  | C     | Alessandro Spinazzi     |
|    | Italia (bandiera)  | A     | Omar Torri              |
|    | Italia (bandiera)  | P     | Marco Varaldi           |
|    | Italia (bandiera)  | D     | Matteo Verdi            |